# Razão atômica
A razão atômica é uma medida de razão de átomos de um tipo (i) para outro tipo (j). Um conceito relativamente parecido é o da porcentagem atômica (or %at.), que dá a porcentagem de um tipo de átomo com relação ao total número de átomos. Os equivalentes  moleculares destes conceitos são a fração molar, ou a porcentagem molar.

## Átomos
Matematicamente, a percentagem atómica é
{\displaystyle \mathrm {percentagem\ atomica} \ (\mathrm {i} )={\frac {N_{\mathrm {i} }}{N_{\mathrm {tot} }}}\ *100,}
onde Ni são os números de átomos em questão e Ntot são os números de átomos total, enquanto a razão atômica é
{\displaystyle \mathrm {razao\ atomica} \ (\mathrm {i:j} )=\mathrm {porcentagem\ atomica} \ (\mathrm {i} ):\mathrm {porcentagem\ atomica} \ (\mathrm {j} )\ .}
Por exemplo, a percentagem atómica do hidrogénio na água (H2O) é de %at.H2O = 2/3 ≈ 66.67%, enquanto a razão atómica do hidrogénio para com o oxigênio é de AH:O = 2:1.

## Isótopos
Uma outra aplicação é na radioquímica, onde isto pode se referir à razão isotópica ou abundância isotópica. Matematicamente, a porcentagem atômica é (veja comentário abaixo)
{\displaystyle \mathrm {abundancia\ isotopica} \ (\mathrm {i} )={\frac {N_{\mathrm {i} }}{N_{\mathrm {tot} }}}\ *100,}
onde Ni são os números de átomos do isótopo em questão e Ntot é o total do número de átomos, enquanto razão atômica é
{\displaystyle \mathrm {razao\ isotopica} \ (\mathrm {i:j} )=\mathrm {porcentagem\ isotopica} \ (\mathrm {i} ):\mathrm {porcentagem\ isotopica} \ (\mathrm {j} )\ .}
Por exemplo, a razão isotópica do deutério (D) para com o hidrogênio na água pesada e de cerca D:H = 1:7000 (correspondendo à uma abundância isotópica de 0,00014%).